# Brave 10
Brave 10 (яп. ブレイブ・テン Бурэйбу Тэн, «Десятка отважных») — манга, автор которой Каири Симоцуки. Публиковалась издательством Media Factory в журнале Comic Flapper с 2007 по 2010 года. Всего выпущено 8 томов манги. Начиная с 15 июня стало публиковаться продолжение манги
Brave 10 S (ブレイブ・テン・スパイラル), которая публикуется в журнале Monthly Comic Gene. По мотивам первой части манги студиями Studio Sakimakura и TMS Entertainment был выпущен аниме-сериал, который начал трансляцию 8 января 2012 года. Сериал был создан по мотивам японского романа Десять храбрецов Санады. Начиная с декабря 2011 года начала транслироваться радиопрограмма 柿原徹也・ 森川智之の BRAVE10, в которой главных персонажей озвучивали Тэцуя Какихара и Юкимура Санада. Участники программы комментировали актуальные события, аниме-серий, которые выходили. Радиошоу было позже выпущено в DVD-издании.

## Сюжет
Действие происходит в период Сэнгоку в Японии. На синтоистский храм нападают разбойники и убивают всех его обитателей, однако молодой жрице Исанами удаётся сбежать. В её заколке заключена сила, с помощью которой можно завоевать мир. Она встретила в лесу ниндзя по имени Сайдзо Киригакурэ, и в отчаянии уговорила защитить её. По мере развития сюжета всё новые добровольцы соглашались сопровождать Исанами и Сайдзо, в будущем образовав десятку храбрецов.

## Персонажи
Сайдзо Киригакурэ (яп. 霧隠才蔵)
Сэйю: Дайсукэ Оно
Ниндзя Ига, до начала событий вёл одинокий образ жизни и известен, как безжалостный убийца. С трудом, но соглашается защищать Исанами. Пацифичный и вечно недовольный молодой человек. Склонен к грубости, однако вскоре привязывается к Исанами и всерьёз решает защитить её. Является олицетворением света.
Исанами (яп. 伊佐那海)
Сэйю: Рина Сато
Молодая жрица и единственная выжившая после нападения на храм, стала следовать за Сайдзо и сначала долго докучала ему, с самого начала доверяла ему, утверждая, что Сайдзо добрый. Так как всю жизнь прожила в храме, плохо знает об этикете и без капли стыда может набрасываться на мужчин. Несмотря на свои сугубо позитивные качества, является олицетворением тьмы, которая убивает всё живое. А её заколка, как оказалось, всё это время сдерживала силу могущественной тёмной богини. За ней многие ведут охоту, веря в то, что укротив её силу, смогут повелевать миром.
Сасукэ Сарутоби (яп. 猿飛佐助)
Сэйю: Тэцуя Какихара
Подчинённый Санады. Ниндзя, носит зелёный костюм. В лесу имеет серьёзное преимущество. Обладает спокойным и непринуждённым характером, порой серьёзный. Очень любит животных и хорошо ладит с ними. Владеет магией, управляющей растениями. Его иногда обзывают обезьяной. Олицетворяет силу природы/леса.
Юкимура Санада (яп. 真田幸村)
Сэйю: Тосиюки Морикава
Известный и богатый самурай на заре своей славы. Всегда спокоен и оптимистичен, помогает главным героям, но не образует десятку храбрецов. Хорошо владеет катаной. Решает использовать силу Сайдзо и Исанами вместе с Десятью храбрецами, чтобы в будущем расширить свои владения. После несчастного случая с местным вельможей был вынужден бежать, чтобы избежать казни.
Анастасия (яп. アナスタシア)
Сэйю: Ю Асакава
Ниндзя Ига. У неё необычные для японцев светлые волосы и глаза. Долгое время следовала за главными героями. Управляет магией льда. Но на самом деле оказалась шпионом, чья цель раздобыть силу Исанами и глаз Рокуро, в котором была спрятана ценная информация. На самом деле она родом из Европы, из знатной семьи, но во время шторма её выбросило на берег Японии, и чтобы доказать своё имя, Анастасия должна найти семейную реликвию, которая оказывается у Хандзо. Таким образом он принуждают её работать на себя. В конце концов выясняется, что реликвия у Хандзо оказалась подделкой. Олицетворяет лёд.
Масамунэ Датэ (яп. 伊達政宗)
Сэйю: Такэхито Коясу
Известный самурай. Однажды удачно сумел похитить Исанами, но её вернули главные герои, однако Датэ не намерен останавливаться. Его также подговорил вельможа убить Санаду Юкимуру, инсценировав несчастный случай, но тот сумел отбить меч у Масамунэ, который чуть не убил сёгуна.
Хандзо Хаттори (яп. 服部半蔵)
Сэйю: Такахиро Сакураи
Главный злодей сериала. Глава организации Пятерых Ига. Носит платок на лице, очень жестокий, жаждет править миром ради достижения своих целей может прибегать к самым грязным методам, однако его уничтожает сила тьмы Исанами.
Каманосукэ Юри (яп. 由利 鎌之介)
Сэйю: Мотоки Тагаки
Самый психически неуравновешенный из Храброй десятки, жаждет много крови. Сначала похитил Исанами, чтобы привлечь внимание Сайдзо для боя, однако терпит поражение. После чего внезапно влюбляется в него и решает следовать за ним. В своих мечтах является девушкой и принцессой. Владеет магией ветра и использует серпы на цепях в качестве оружия. Олицетворяет силу ветра.
Дзюдзо Какэй (яп. 筧十蔵)
Сэйю: Рётаро Окиаю
Один из подчинённых Санады. В качестве оружия использует экзотическое огнестрельное оружие из запада — мушкет, к которому сильно привязан и даже впал в депрессию, когда Сэйкай сломал его. Олицетворяет силу металла.
Дзимпати Нэдзу (яп. 根津 甚八)
Сэйю: Кадзуя Накаи
Пират. Вольный человек, который путешествует на пиратском корабле, так как полагает, что только там человек по-настоящему может быть свободным. Был ранее знаком с Санадой, старый приятель Какэя. Олицетворяет силу молнии.
Сэйкай Миёси (яп. 三好清海入道)
Сэйю: Кадзунари Танака
Буддийский монах. Верит, что достиг просветления, фанатично религиозный человек, который оправдывает все свои поступки тем, что все вокруг него грешники, в частности требует бесплатную еду в ресторанах. Позже видно, что он вовсе не плохой человек, как преподнёс себя в начале. Очень привязан к Исанами, вместе с ней рос в храме, страдает комплексом брата и в частности беспрекословно выполняет её просьбы. Обладает огромной физической силой, может рушить стены и вызывать землетрясения, а также отражать своими мышцами удары любого оружия. Олицетворяет силу земли.
Рокуро Унно (яп. 海野 六郎)
Сэйю: Хироси Камия
Подчинённый Санады. Владеет водной магией. Очень спокойный и немногословный. Также может сохранять нужную информацию в своём глазу. Располагает крайне важной информацией, которая нужна ниндзя Ига, и Анастасия пытается вырвать его правый глаз, но только ранит его. Олицетворяет силу воды.
Бэммару (яп. 望月六郎 (弁丸))
Сэйю: Идзуми Китта
Ребёнок. Мастерски делает ловушки, из которых мало кто выбирался. Знается с порохом и делает зажигательные снаряды. Решает следовать за Санадой, который смог обойти все его ловушки. Олицетворяет силу огня.

## Список серий аниме
| #. | Название                       | Дата выхода     |
| -- | ------------------------------ | --------------- |
| 1  | The Fateful Two                | 8 января 2012   |
| 2  | Dark and Light                 | 15 января 2012  |
| 3  | Valley of Whirlwinds           | 22 января 2012  |
| 4  | Soul of the Gods               | 29 января 2012  |
| 5  | The Heart of the Dragon        | 5 февраля 2012  |
| 6  | Taizan Meido                   | 12 февраля 2012 |
| 7  | Sword and Fan                  | 18 февраля 2012 |
| 8  | The Birth of a Brave           | 25 февраля 2012 |
| 9  | The Honest Face of Ice         | 4 марта 2012    |
| 10 | The Opening Curtain to Tragedy | 13 марта 2012   |
| 11 | The Wail of Darkness           | 20 марта 2012   |
| 12 | The Warrior of Light           | 27 марта 2012   |

## Критика
Представитель сайта Anime News Network отметил, что сериал относится к тому типу, когда понимаешь с первой серии, что он будет ни о чём. Сюжет абсолютно пустой и состоит из многочисленных сражений. Все герои получились очень стереотипными. Исанами в первой серии демонстрирует свой духовный потенциал, но в следующих сериях становится обыкновенной пешкой, а её отношения с Сайдзо практически не развиваются. Дизайн персонажей получился оригинальным и ярким, но совершенно неестественным для того временного периода. По качеству анимации произведение вышло на уровне 2000-х годов. Сериал может понравиться тем, кто интересуется больше всего сценами сражения.